# Michael Lederer (Wirtschaftswissenschaftler)
 Michael Lederer (* 1964) ist ein deutscher Wirtschaftswissenschaftler. Er ist seit 1998 Professor für International Finance und Prorektor für Internationales und wissenschaftliche Weiterbildung an der Hochschule Furtwangen.

## Leben
Lederer studierte von 1984 bis 1992 an der Universität Konstanz Economics, an der Rutgers University International Economics and Business und danach Business Administration and Management an der Universität St. Gallen. Dort wurde er zum Dr. oec. promoviert.
Von 1990 bis 1998 war er in Unternehmen tätig; bei Roland Berger als Strategieberater, bei der Volkswagen AG in Wolfsburg im Bereich des Finanz- und Rechnungswesen und bei General Motors Europe in Zürich im Marketing.
Seit 1998 ist er Professor für International Finance und Prorektor für Internationales und wissenschaftliche Weiterbildung an der Hochschule Furtwangen.

## Forschungsfelder und Lehrgebiete
Zu Lederers Forschungsfeldern gehören:
- KMU-Management
- Entrepreneurial Management

Seine Lehrgebiete konzentrieren sich auf International Finance, Accounting & Controlling, Entrepreneurial Management, Strategic Management und Leadership.